# Podpalovač z dřevité vlny

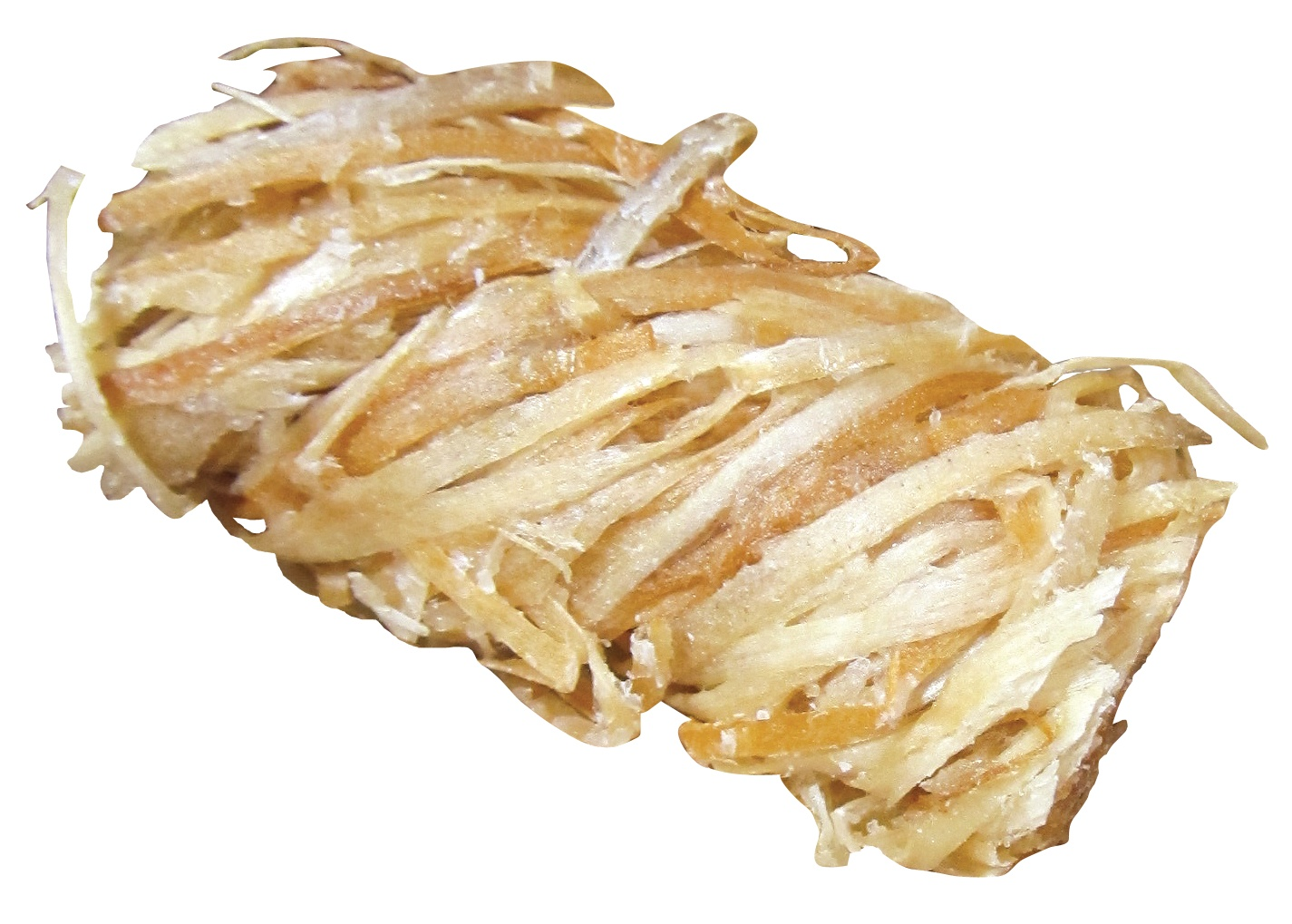
Podpalovač z dřevité vlny a parafínu

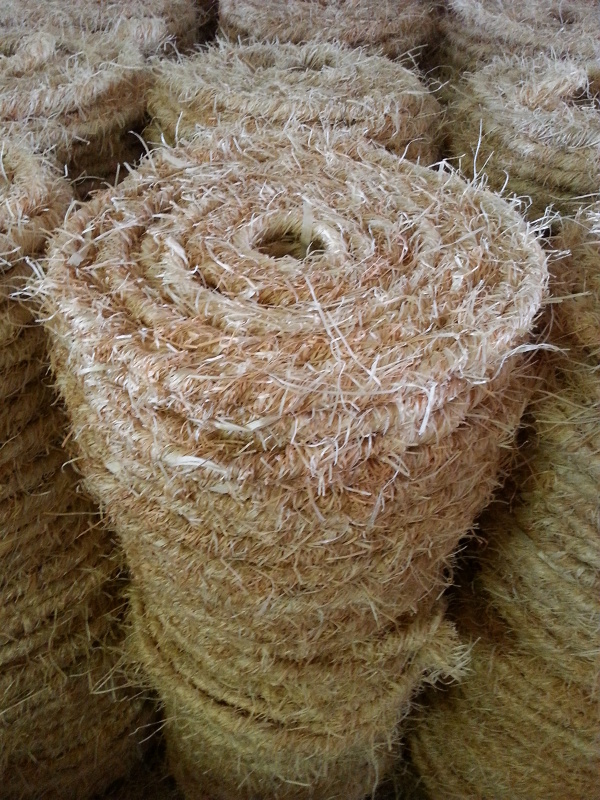
Dřevitá vlna na výrobu podpalovače

Podpalovač z dřevité vlny je švýcarský vynález z 30. let 20. století. Původní užití dřevité vlny nebylo na podpalovače, ale jako prostředek pro roztápění parních lokomotiv, kdy bylo asi 50 centimetrů omotáno kolem dřevěného špalíku a ponořeno do vosku.

## Výroba
K výrobě podpalovače je zapotřebí dřevitá vlna, která se vyrábí hoblováním špalíků měkkého dřeva bez přídavku chemie. Provazce nelze vyrábět ze suché vlny, z důvodu lámání vláken. Před výrobou a namočením podpalovače do parafínu se musí provazec vysušit, což může probíhat v sušárně na dřevo, nebo přirozeně působením vzduchu. Po vysušení se provazce namočí do rozpáleného parafínu s co nejnižším obsahem oleje a nechá se vytvrdnout v mrazicím boxu. Po vytvrdnutí se podpalovač nařeže na požadovanou délku cca 3–10 cm.